# Bridgewing
Een bridgewing is een type voorvleugel in de Formule 1. Tussen de twee uiteinden van de vleugel loopt dan een boog. Bij sommige auto's loopt de boog over de neus en bij anderen loopt deze tegen de neus. Dit soort vleugel werd voor het eerst gezien in 2007. Vanaf 2009 werd deze voorvleugel alweer verboden.